# Oparówka
Oparówka ist eine Ortschaft mit einem Schulzenamt der Gemeinde Wiśniowa im Powiat Strzyżowski der Woiwodschaft Karpatenvorland in Polen.

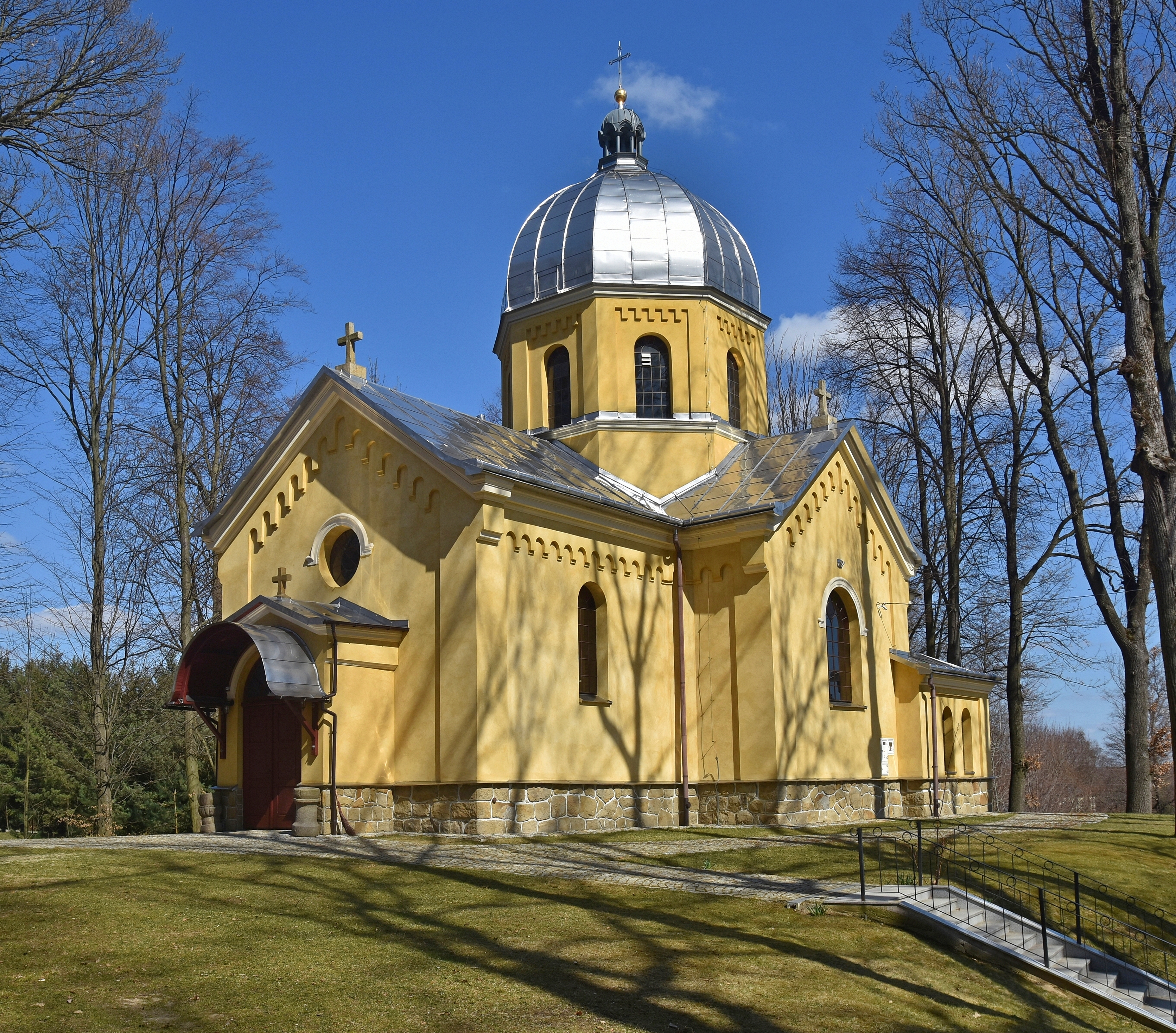
Ehemalige griechisch-katholische Kirche, 1909–1914 gebaut

## Geographie
Der Ort liegt im Dynów-Gebirge am rechten Ufer des Wisłoks. Die Nachbarorte sind Markuszowa im Norden, Wysoka Strzyżowska im Osten, Pietruszowa Wola im Süden, sowie Kozłówek im Westen.

## Geschichte
Im 15. und 16. Jahrhundert entstand eine ruthenische (ukrainische) Sprachinsel der sogenannten Zamieszańcy (etwa Gemischte Leute) von etwa zehn Dörfern auf sehr schlechtem Grund im Dynów-Gebirge, nördlich von Krosno. Oparowka wurde im Jahr 1482 erstmals urkundlich erwähnt. Ab 1522 bis 1782 gehörte das Dorf zu den Zisterziensern. Die Orthodoxe Pfarrei wurde wahrscheinlich im Jahr 1513 errichtet (nach der Union von Brest im 17. Jahrhundert wurde sie griechisch-katholisch).
Um das Jahr 1600 gab es dort eine der nur vier orthodoxen Kirchen der Woiwodschaft Sandomir.
Das Dorf gehörte ab 1569 zur Adelsrepublik Polen-Litauen, Woiwodschaft Sandomir, Kreis Pilzno. Bei der Ersten Teilung Polens kam Oparówka 1772 zum neuen Königreich Galizien und Lodomerien des habsburgischen Kaiserreichs (ab 1804). Nach der Aufhebung der Patrimonialherrschaften bildete es ab 1850 eine Gemeinde im Gerichtsbezirk Strzyżów im Bezirk Rzeszów, ab 1896 im neuen Bezirk Strzyżów.
Nach dem Ende des Ersten Weltkriegs und dem Zusammenbruch der Habsburgermonarchie kam Oparówka 1918 zu Polen. Unterbrochen wurde dies nur durch die deutsche Besetzung Polens im Zweiten Weltkrieg. 1944 bis 1945 wurde die ukrainische Bevölkerung zwangsweise in die Sowjetunion umgesiedelt.
Von 1975 bis 1998 gehörte Oparówka zur Woiwodschaft Rzeszów.